# گابو کره‌آ
گابو کُره‌آ (اسپانیایی: Gabo Correa‎) هنرپیشه آرژانتینی است. از فیلم‌هایی که وی در آن نقش داشته است، می‌توان به ناین کوئینز اشاره نمود.